# Зоологічний музей Зоологічного інституту РАН
Зоологічний музей Зоологічного інституту Російської Академії наук (рос. Зоологический музей Зоологического института РАН) — найстаріший зоологічний музей на території Росії, структурний підрозділ Зоологічного інституту Російської академії наук.

## Історія
Створення Зоологічного музею пов'язана з історією першого вітчизняного музею Кунсткамери (1714 рік), коли з Москви було перевезено природничо-історичні колекції Петра I до Зеленої вітальні Літнього палацу. Згодом Музею було виділено будинок колишнього барона О. В. Кікіна — «Кікіни палати». 1719 року відкрили для загального відвідування.
У березня 1724 року за наказом Петра I було розпочато створення альбомів із рисунками рідкісних експонатів. Того ж року, зоологічні виставкові зали були передані під опіку щойно створеної Академії наук.
26 листопада (за старим календарем) 1728 року Музею було виділено спеціальний будинок на Василівському острові. Зоологічні колекції Кунсткамери 1767 року відокремили у спеціальний підрозділ, який очолив вчений-енциклопедист XVIII століття — Петер-Симон Паллас. Величезний внесок для наповнення колекцій зробили академічні експедиції Івана Івановича Лепехина, Йоганна Петера Фалька, Йоганна Готліба Георгі, Самуїла Ґотліба Ґмеліна та Йоганна Гюльденштедта.
1803 року зоологічну колекцію було передано до складу Музею ботаніки, зоології та мінералогії Академії наук.

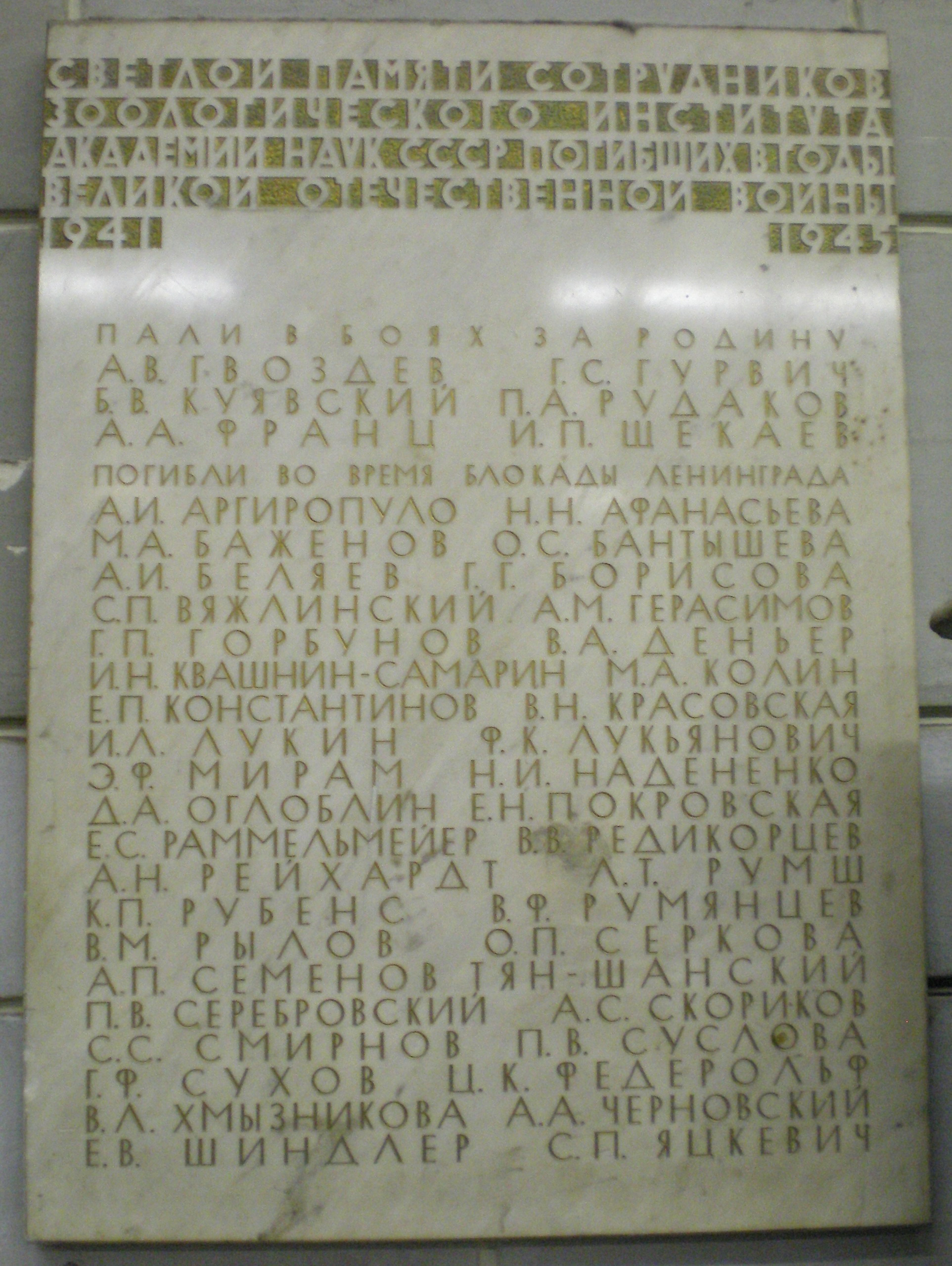
Меморіальна дошка на будинку музею

Після реформування Академії наук на початку 1830 року, колекції Кунсткамери поділили на незалежні профільні музеї.

1893 року для зберігання зоологічної колекції побудовано окремий будинок на Університетській набережній (Стрілка Васильєвського острова). 1896 року зоологічна колекція і співробітники відділу змогли остаточно переїхати до нового будинку і тільки в лютому 1901 року в присутності російського імператора Миколи II, зоологічний відділ Музею був відчинений для відвідувачів.
У травні 1922 року, аналізуючи стан установ Академії наук віце-президент, академік Володимир Стєклов повідомив: «В Зоологическом музее (второй за Британским музеем, а по не обработанному ещё материалу его превосходящий) коллекции портятся, работа учёная и по разработке материала становится невозможной…».
Після реформування Академії наук у липні 1932 року було створено Зоологічний музей Зоологічного інституту АН СРСР.
Під час Німецько-радянської війни колектив Зоологічного інституту зазнав значних втрат, про що свідчить меморіальна дошка при вході. Серед загиблих у роки блокади Ленінграда: А. І. Аргіропуло, Н. Н. Афанасьева, М. А. Баженов, А. М. Герасимов, Д. А. Оглоблін, А. Н. Рейхардт, А. П. Семенов Тянь-Шанський, А. С. Скориков, С. С. Смирнов та інші.
У період з 1947 до 1954 рр. відбувались зміни у систематичній експозиції. Ідентичність усіх виставкових експонатів було перевірено, складено тексти експлікації та підготовлено нові етикетажі у період з 1954 до 1964 рр.
Музей очолювали:
- Ф. Ф. Брандт (1831—1879),
- А. А. Штраух (1879—1893),
- Ф. Д. Плеске (1893—1896),
- В. В. Заленський (1897—1906),
- Н. В. Насонов (1906—1921),
- А. А. Бяліницький-Біруля (в.о. директора з 1923, директор — з 1927 року).

У період з 1917 до 1930 рр. Музей очолювала Рада Академії.

## Сучасна експозиція

Киргиляхський мамонт

Музейна експозиція займає більшу частину другого поверху будівлі Зоологічного інституту, а також хори першого залу. Загальна кількість представлених експонатів налічує понад 30 тисяч, а загальна площа експозицій складає 6 тис. м².
Перша зала
Комахи (понад 10 000 експонатів), ластоногі, китоподібні (найбільший у світі — синій кит, довжиною 27 метрів), а також перші експонати з Кунсткамери 1716 року придбані імператором Петром I.
Друга зала
Хребетні тварини: риби, земноводні, плазуни і птахи; також представлено близько 3000 видів безхребетних (губки, корали, ракоподібні, молюски; розміщено організми-обростувачі, а також небезпечні для людини та інших тварин паразитичні організми).
Третя зала
Присвячена ссавцям: ліва частина залу містить систематичну колекцію, центр зали й права частина залу містить 89 біологічних діорам від ландшафтних, така як «Уссурійськая тайга», до невеликих настінних. Представлено унікальні експонати вже вимерлих тварин: тасманійський вовк (опудало та скелет) і Стеллерова корова (збережено скелет). Особливу цінність представляє колекція мамонтів: «Березовський мамонт», мамонтеня (самець «Діма» і самочка «Маша»), «Мамонт Адамса» (найстаріший і найбільший скелет мамонта). На початку зали розташована діорама «Лежбище морських котиків», завершується зала трьома діорамами: «Група левів на полюванні», «Жирафи у савані» і «Високогір'я Тянь-Шань».

## Визначні експонати
- Березовський мамонт
- Киргиляхський мамонт
- Лізета — кінь Петра І
- Лізета та Тіран — собаки Петра I

## Галерея

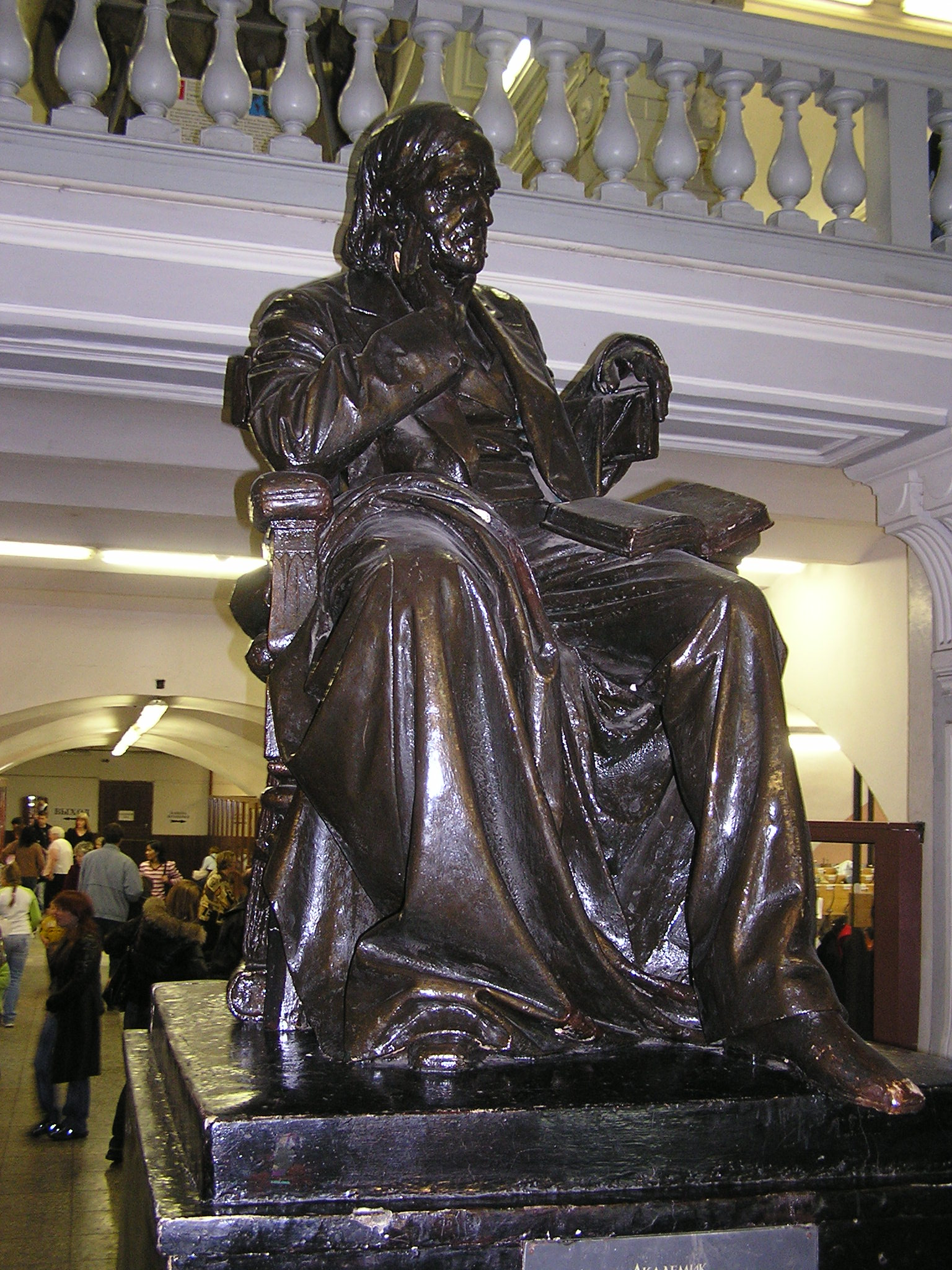
Скульптура Карла Максимовича Бера
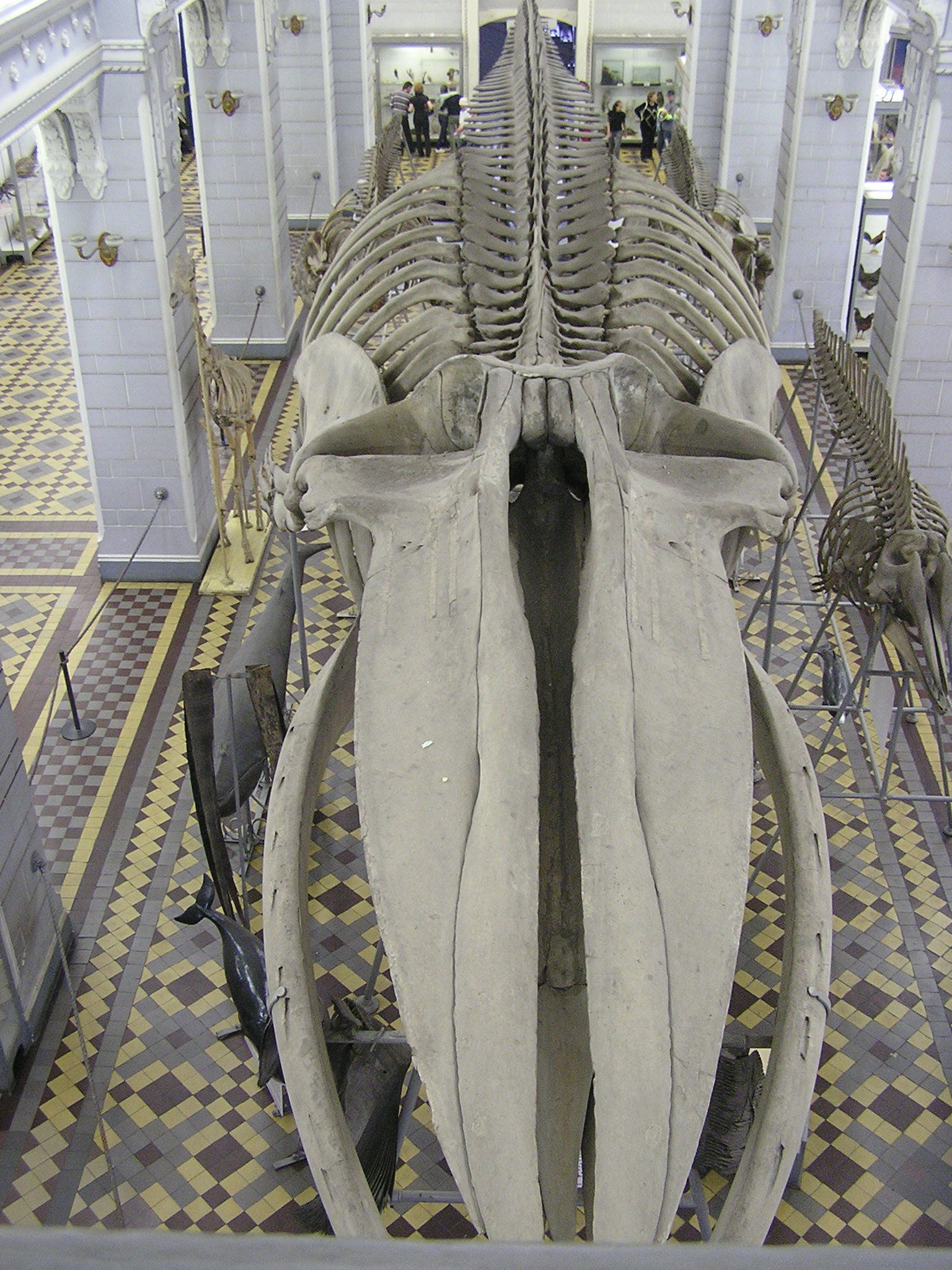
Скелет Синього кита
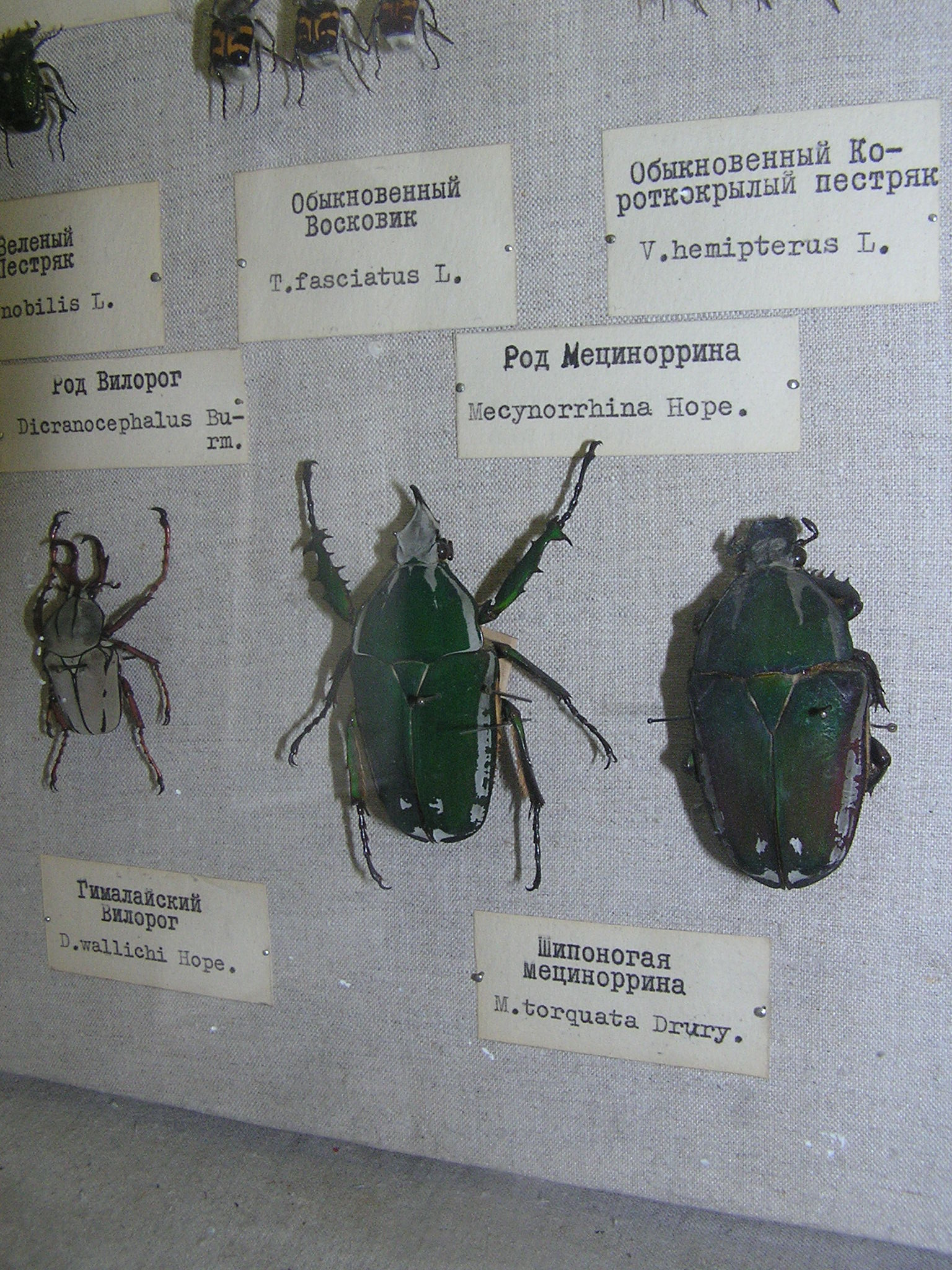
Шипонога мецинорина (жук)
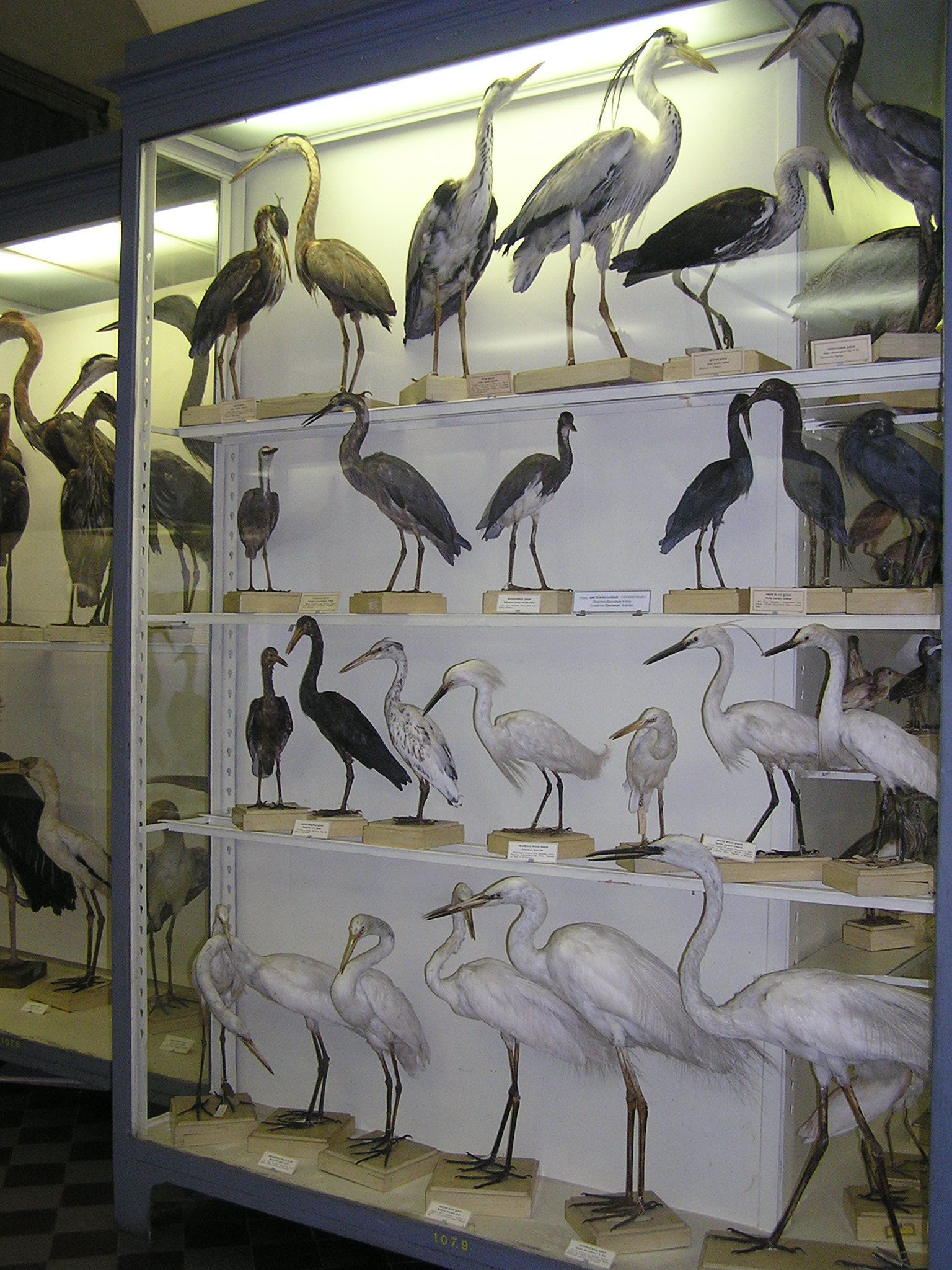
Чаплі
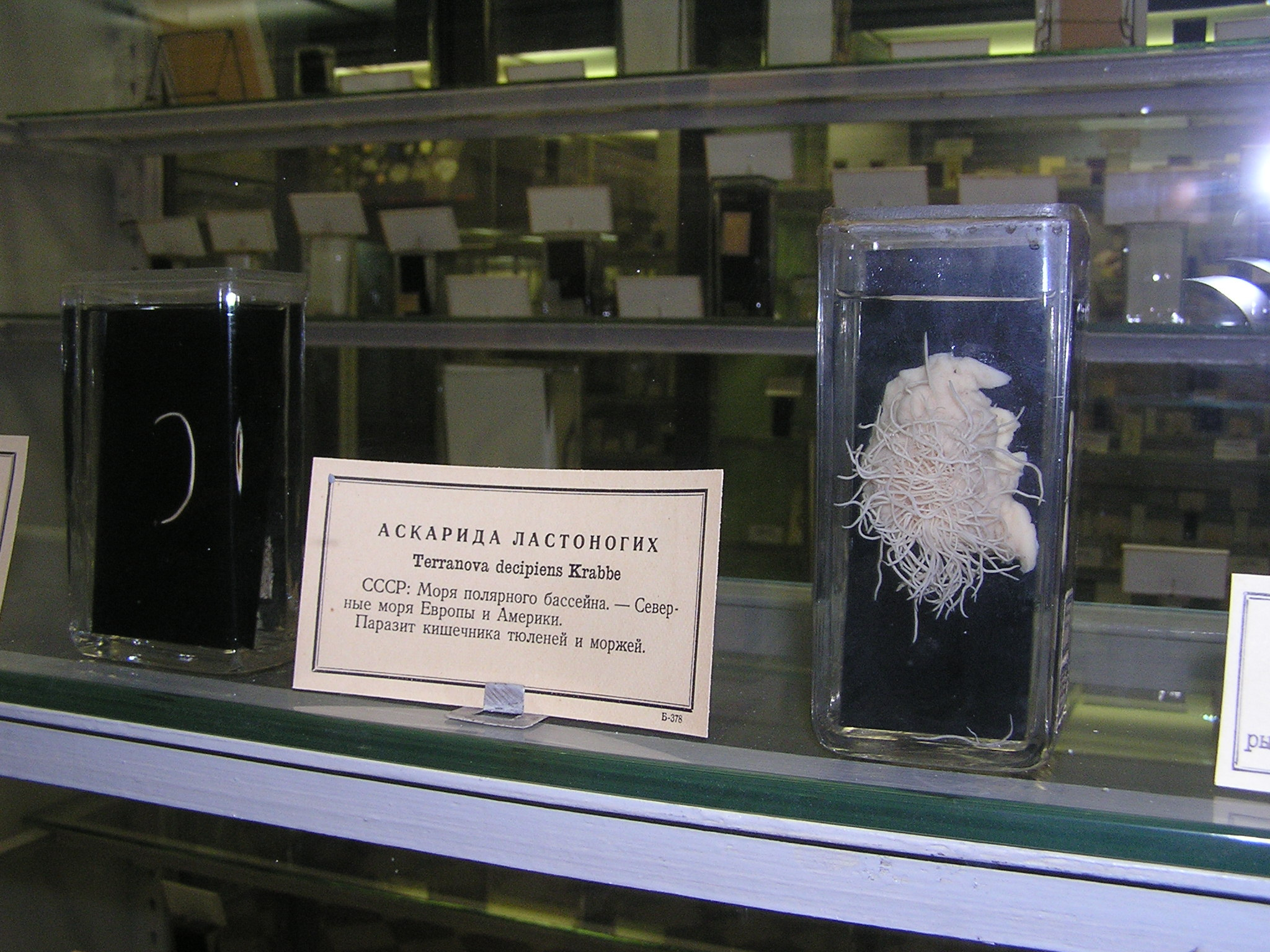
Аскарида ластоногих
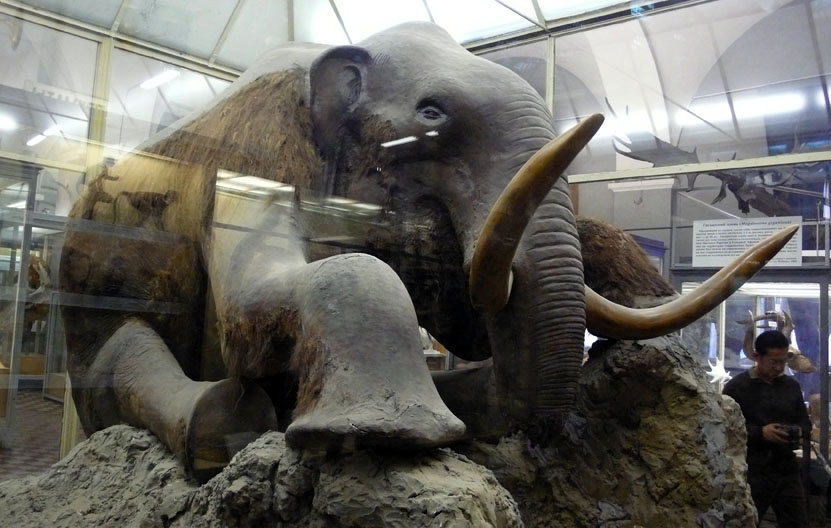
Березовський мамонт
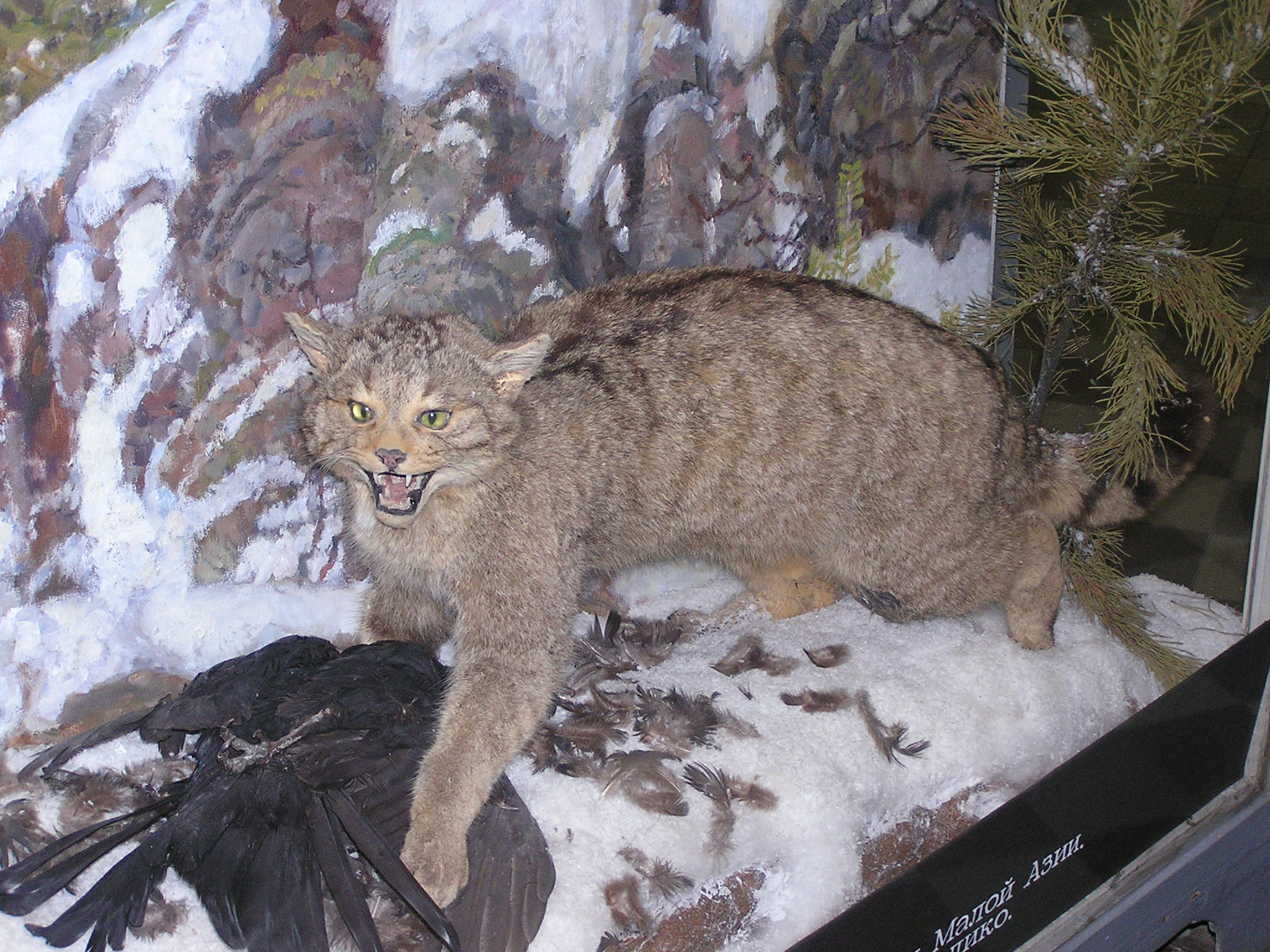
Дикий кіт
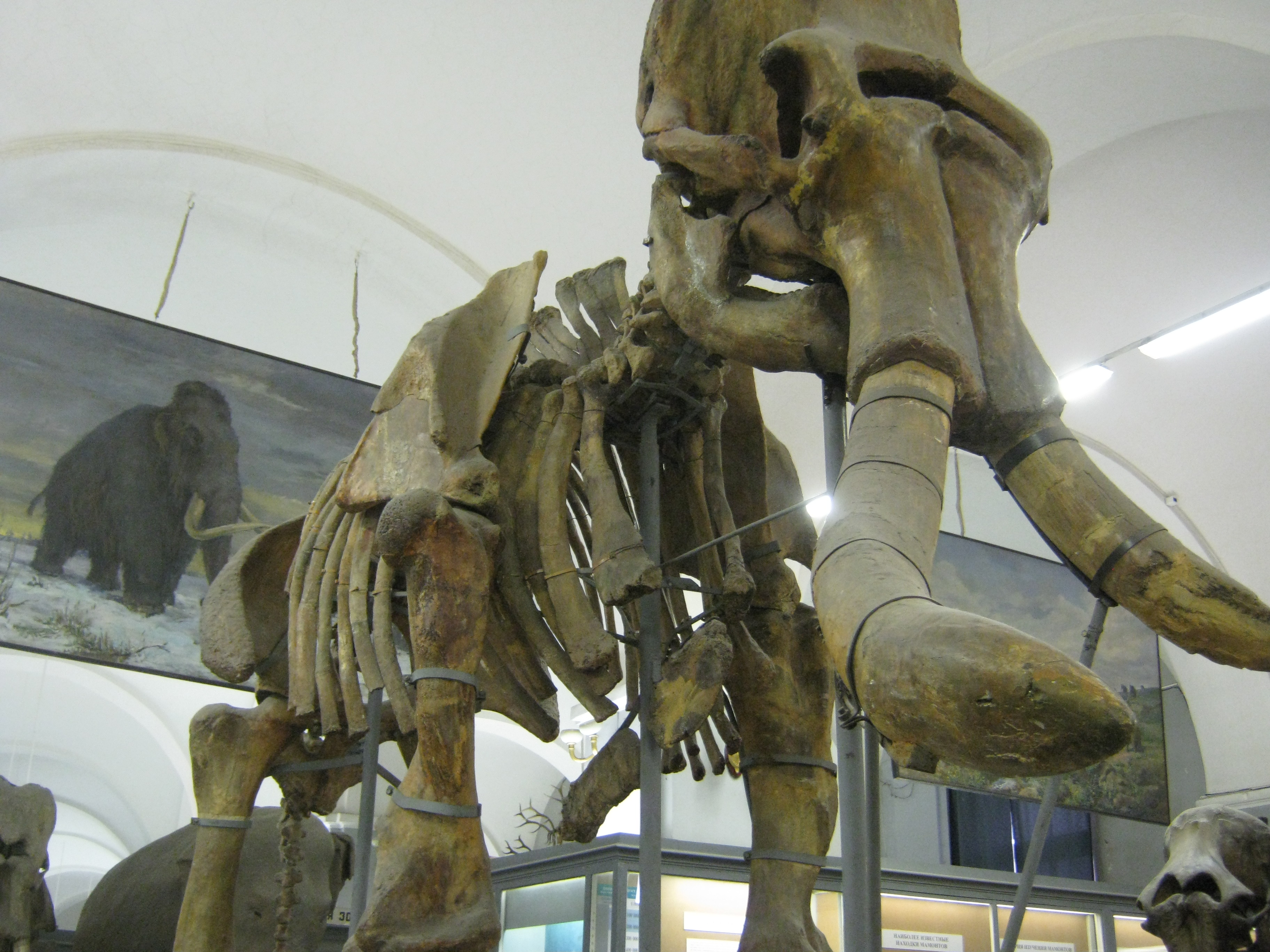
Південний слон